# Exeter (circonscription britannique)
Circonscription parlementaire de la Chambre des communes
La circonscription d'Exeter est une circonscription électorale anglaise située dans le Devon, et représentée à la Chambre des communes du Parlement britannique depuis 1997 par Ben Bradshaw du Parti travailliste.

## Géographie
La circonscription comprend :
- La ville d'Exeter

## Députés
Les Members of Parliament (MPs) de la circonscription sont :
La circonscription apparue en 1295 et fut représentée par deux députés jusqu'en 1885 dont: Sir Peter Carey (1563-1571), John Hooker (1571-1572 et 1586-1588), Edward Drew (1586-1593), John Maynard (1660-1661), Henry Pollexfen (jan. 1689-juin 1689), Edward Seymour (1685-1695 et 1698-1708), Samuel Molyneux (1727-1728), John Rolle Walter (1754-1776), John Baring (1776-1802), Lewis William Buck (1826-1832), William Webb Follett (1835-1845), John Coleridge (1865-1873), Arthur Mills (1873-1880)
| Législature | Années       | Député               | Député             | Parti        |
| ----------- | ------------ | -------------------- | ------------------ | ------------ |
| Exeter      |              |                      |                    |              |
| 23e         | 1885–1886    |                      | Henry Northcote    | Conservateur |
| 24e         | 1886–1887    |                      | Henry Northcote    | Conservateur |
| 25e         | 1892–1895    |                      | Henry Northcote    | Conservateur |
| 26e         | 1895–1899    |                      | Henry Northcote    | Conservateur |
| 26e         | 1899-1900    | Edgar Vincent        |                    | Conservateur |
| 27e         | 1900–1906    | Edgar Vincent        |                    | Conservateur |
| 28e         | 1906–1910    |                      | George Kekewich    | Libéral      |
| 29e         | 1910–1910    |                      | Henry Duke         | Conservateur |
| 30e         | 1910–1911    |                      | Harold St Maur     | Libéral      |
| 30e         | 1911-1918    |                      | Henry Duke (2)     | Conservateur |
| 31e         | 1918–1922    | Robert Newman        |                    | Conservateur |
| 32e         | 1922–1923    | Robert Newman        |                    | Conservateur |
| 33e         | 1923–1924    | Robert Newman        |                    | Conservateur |
| 34e         | 1924–1929    | Robert Newman        |                    | Conservateur |
| 35e         | 1929–1931    | Robert Newman        |                    | Indépendant  |
| 36e         | 1931–1935    |                      | Arthur Conrad Reed | Conservateur |
| 37e         | 1935–1945    |                      | Arthur Conrad Reed | Conservateur |
| 38e         | 1945–1950    | John Cyril Maude     |                    | Conservateur |
| 39e         | 1950–1951    | John Cyril Maude     |                    | Conservateur |
| 40e         | 1951–1955    | Rolf Dudley-Williams |                    | Conservateur |
| 41e         | 1955–1959    | Rolf Dudley-Williams |                    | Conservateur |
| 42e         | 1959–1964    | Rolf Dudley-Williams |                    | Conservateur |
| 43e         | 1964–1966    | Rolf Dudley-Williams |                    | Conservateur |
| 44e         | 1966–1970    |                      | Gwyneth Dunwoody   | Travailliste |
| 45e         | 1970–1974    |                      | John Hannam        | Conservateur |
| 46e         | 1974–1974    |                      | John Hannam        | Conservateur |
| 47e         | 1974–1979    |                      | John Hannam        | Conservateur |
| 48e         | 1979–1983    |                      | John Hannam        | Conservateur |
| 49e         | 1983–1987    |                      | John Hannam        | Conservateur |
| 50e         | 1987–1992    |                      | John Hannam        | Conservateur |
| 51e         | 1992–1997    |                      | John Hannam        | Conservateur |
| 52e         | 1997–2001    |                      | Ben Bradshaw       | Travailliste |
| 53e         | 2001–2005    |                      | Ben Bradshaw       | Travailliste |
| 54e         | 2005–2010    |                      | Ben Bradshaw       | Travailliste |
| 55e         | 2010–2015    |                      | Ben Bradshaw       | Travailliste |
| 56e         | 2015–2017    |                      | Ben Bradshaw       | Travailliste |
| 57e         | 2017–2019    |                      | Ben Bradshaw       | Travailliste |
| 58e         | 2019–Présent |                      | Ben Bradshaw       | Travailliste |

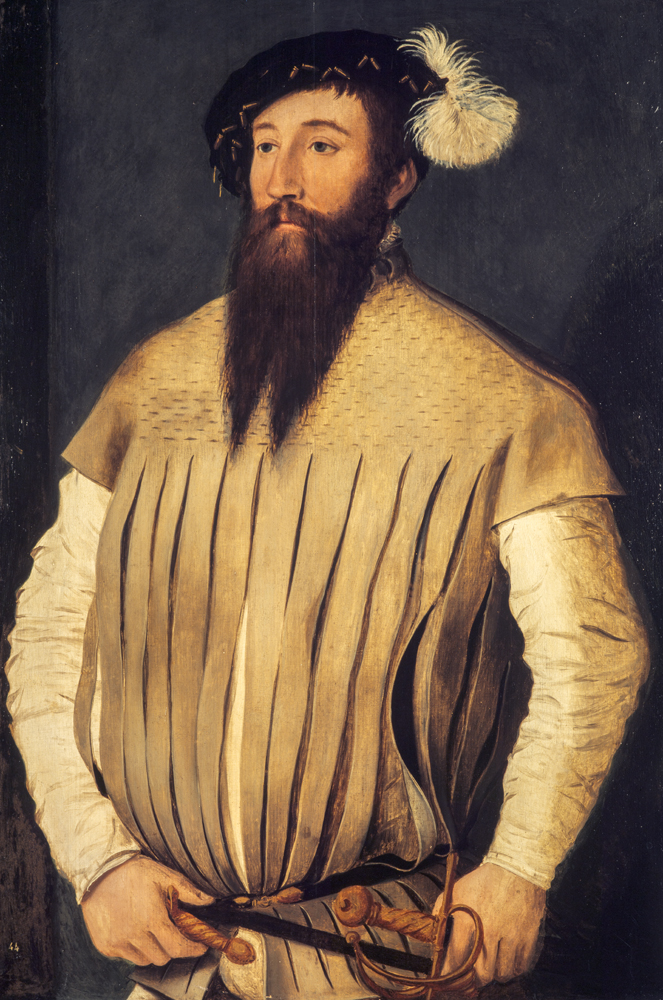
Sir Peter Carey (1563-1571)
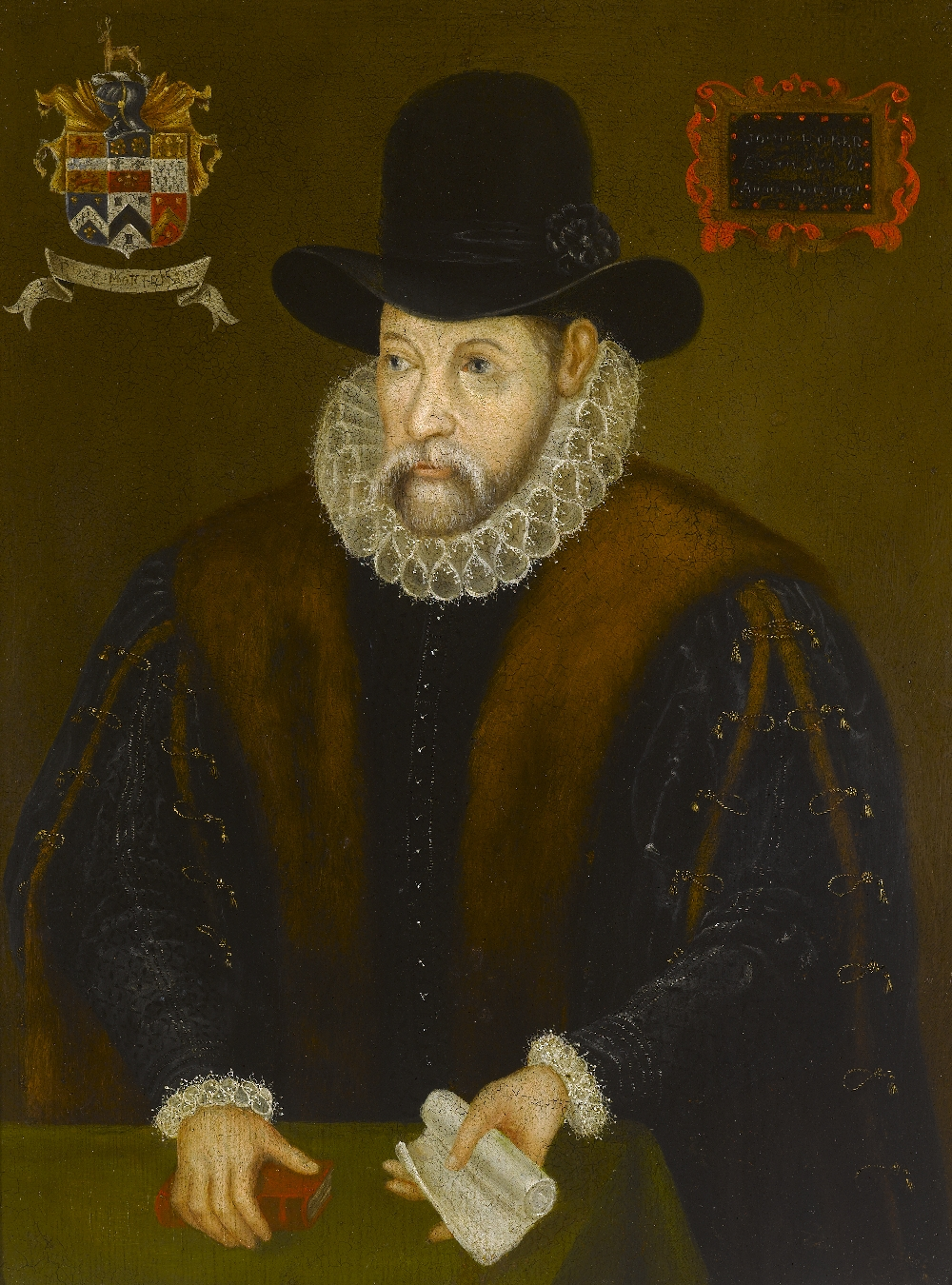
John Hooker (1571-1572 et 1586-1588)
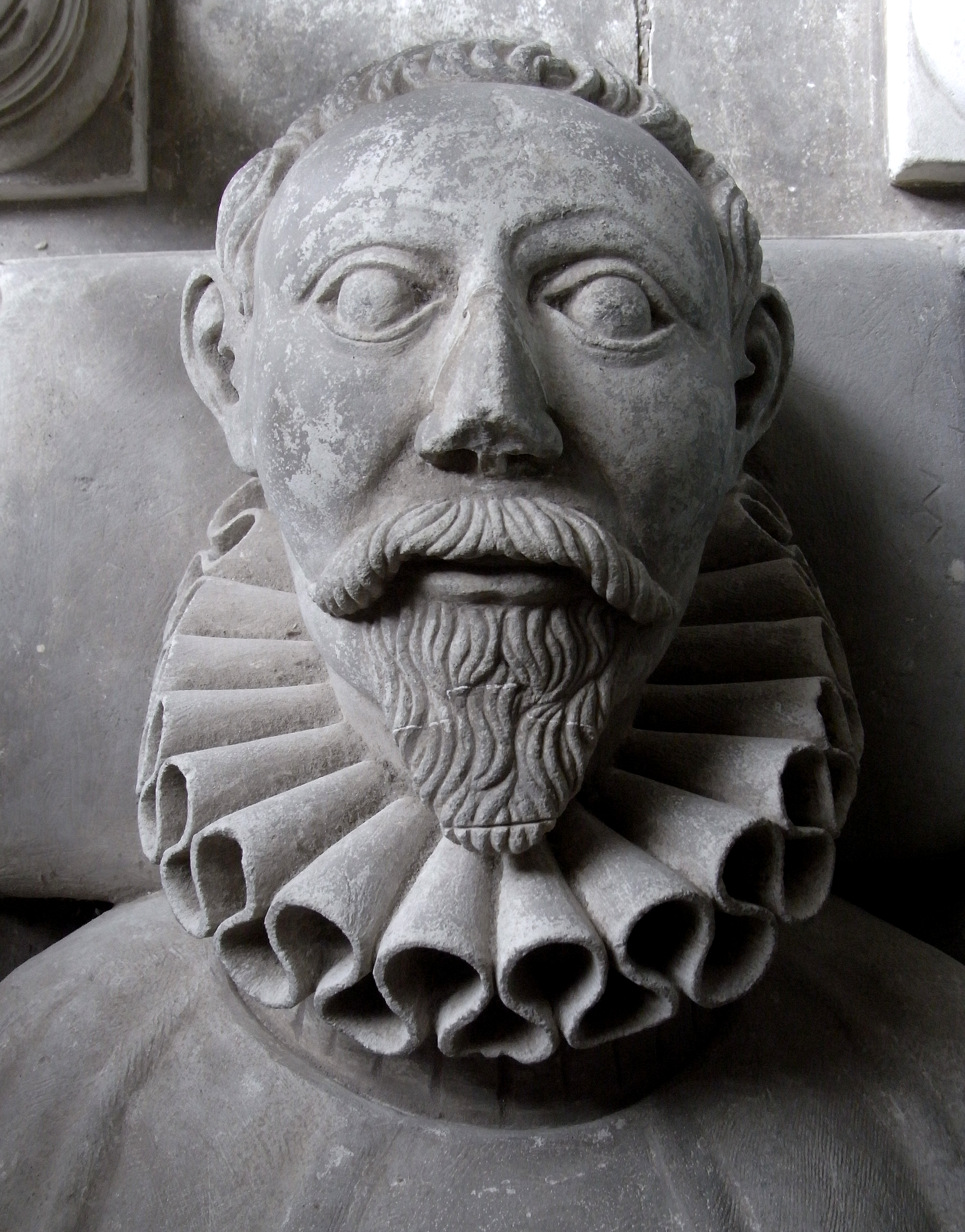
Edward Drew (1586-1593)
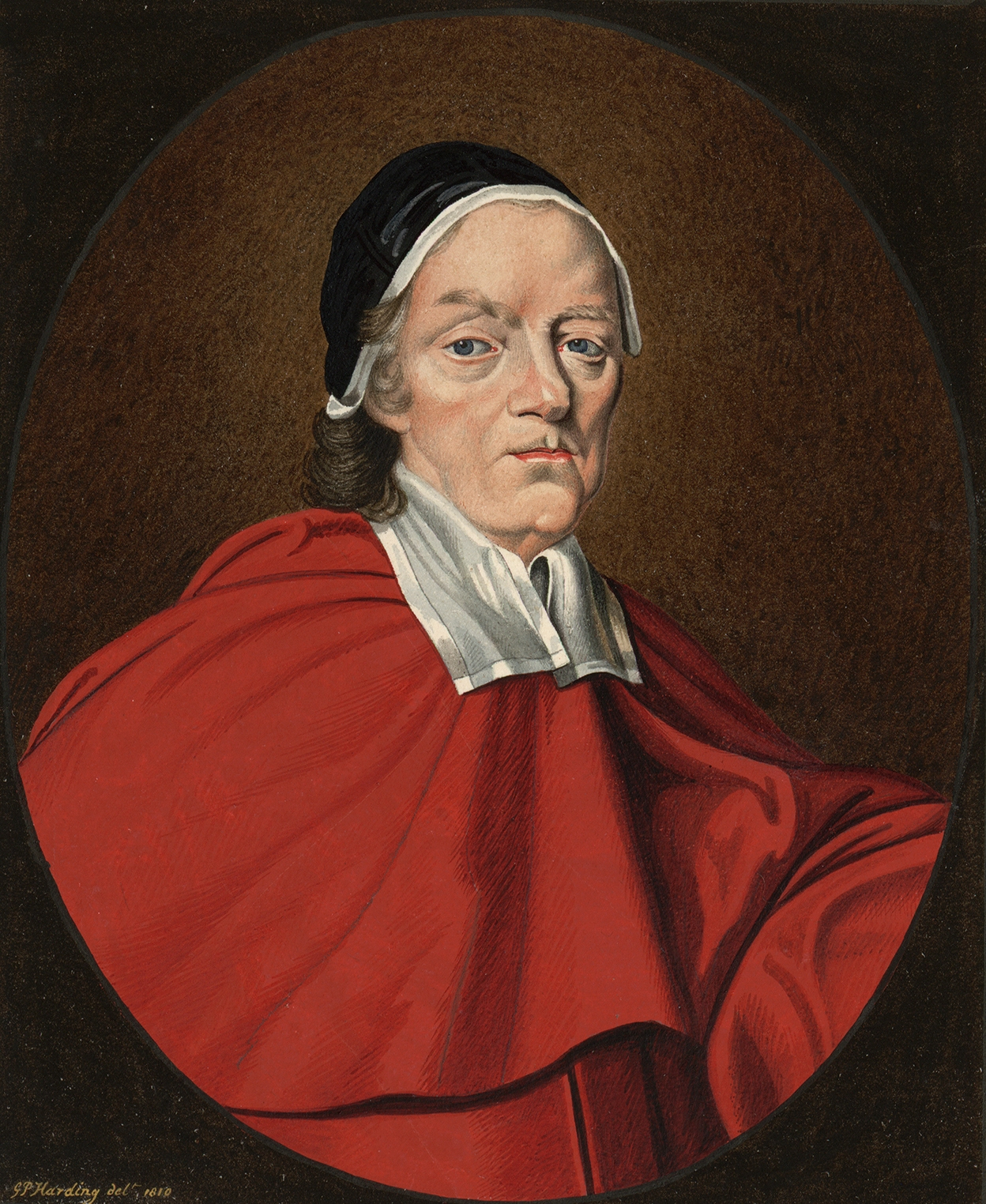
John Maynard (1660-1661)
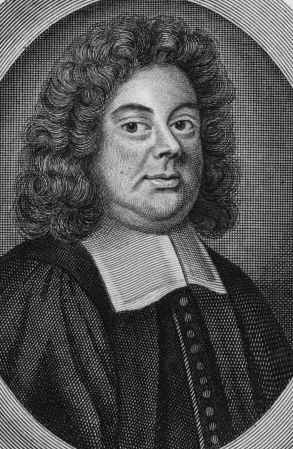
Henry Pollexfen (jan. 1689-juin 1689)
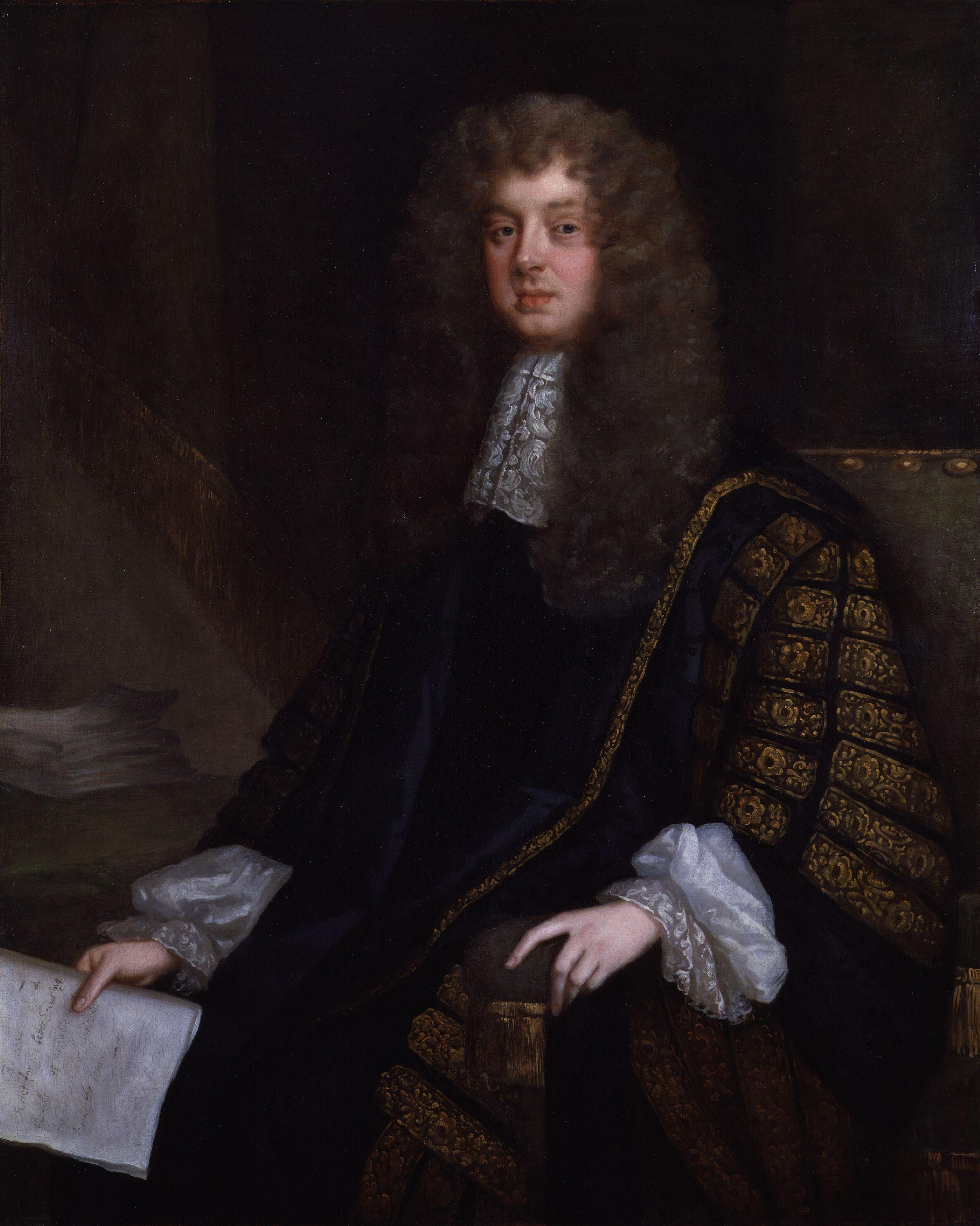
Edward Seymour (1685-1695 et 1698-1708)
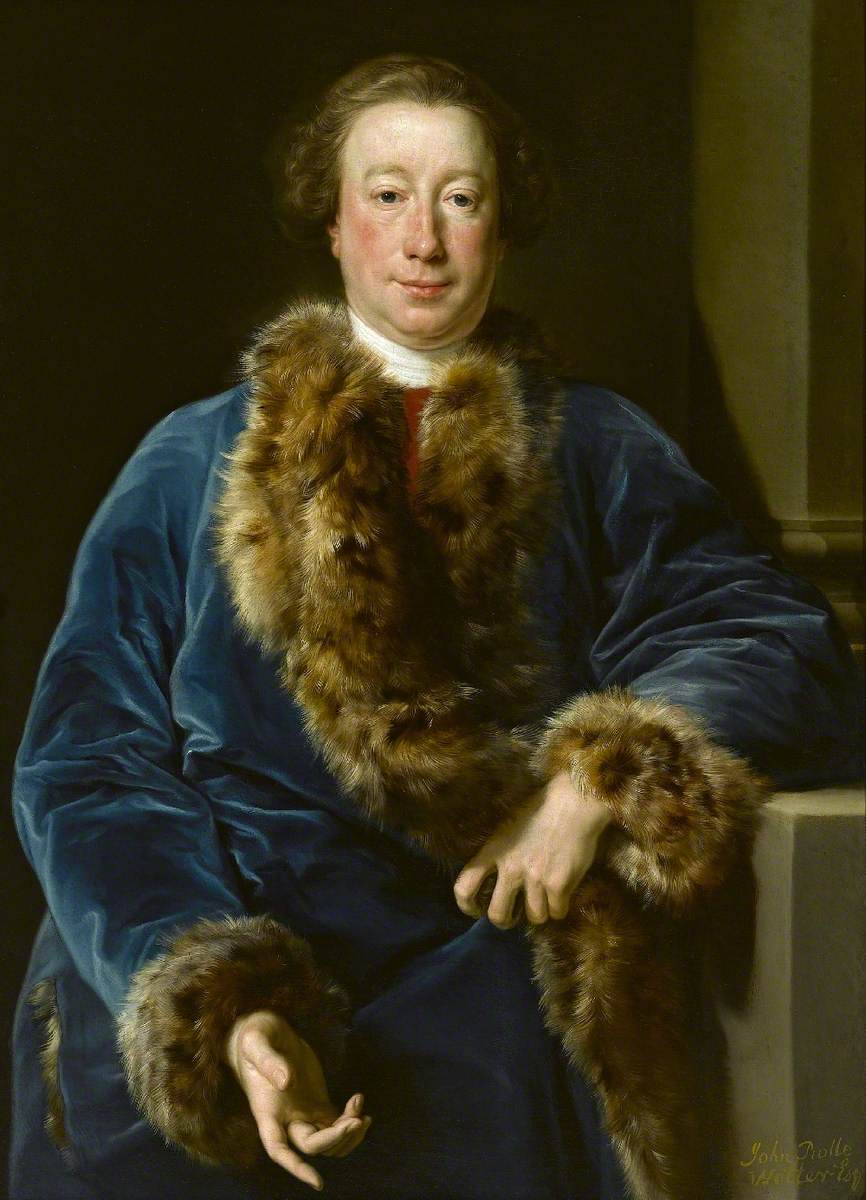
John Rolle Walter (1754-1774)
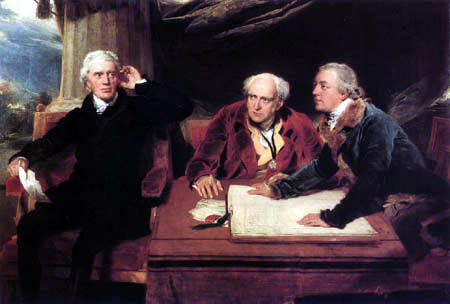
John Baring (au centre) (1776-1802)
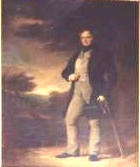
Lewis William Buck (1826-1832)
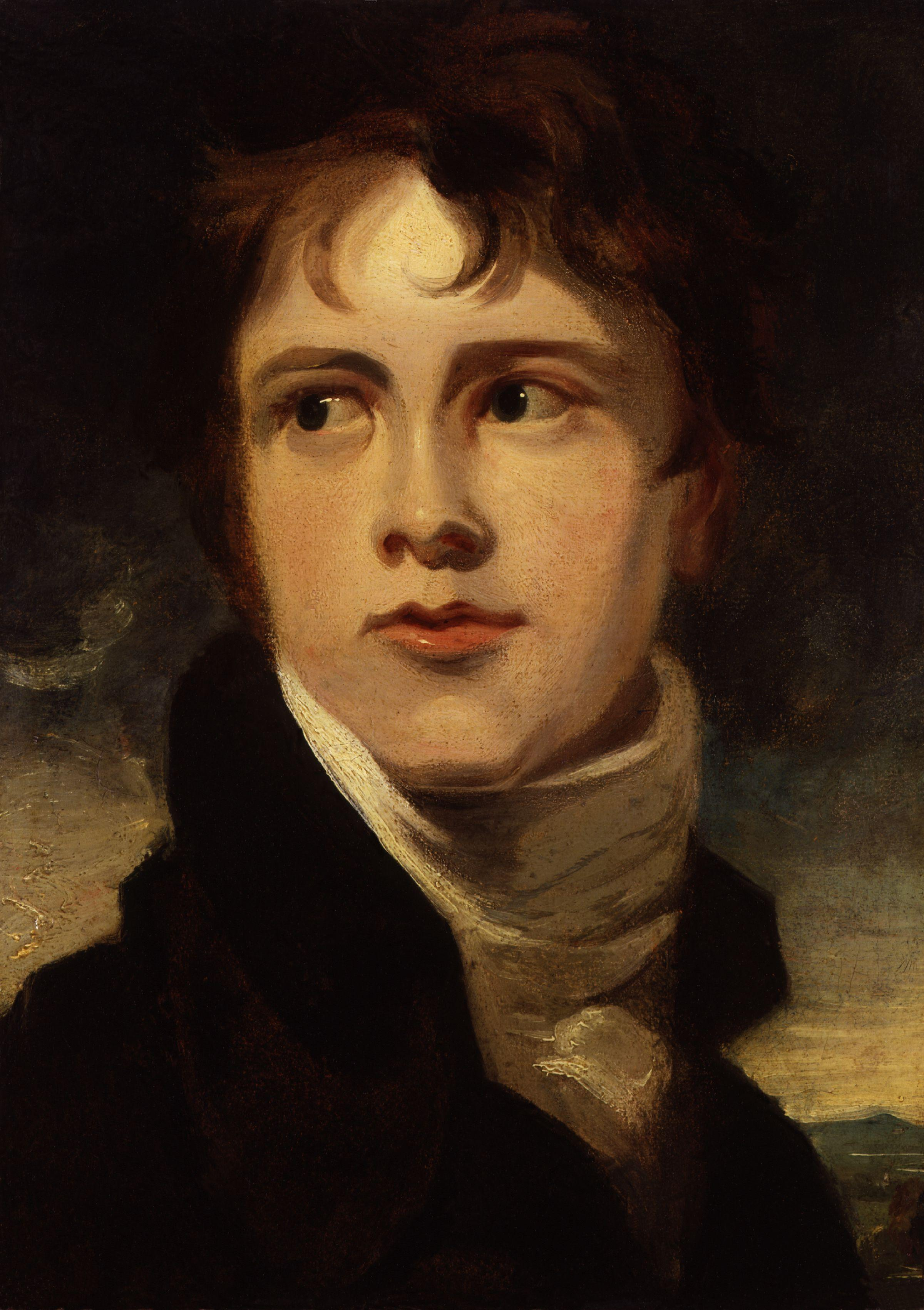
William Webb Follett (1835-1845)
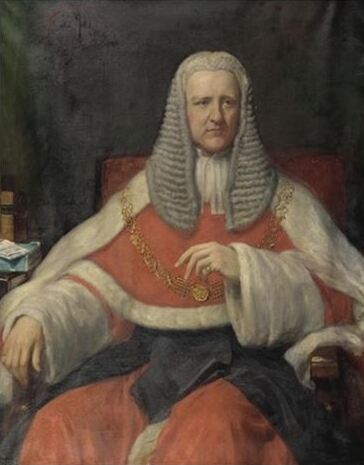
John Coleridge (1865-1873)
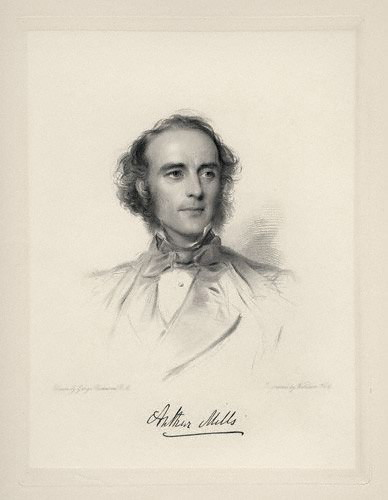
Arthur Mills (1873-1880)
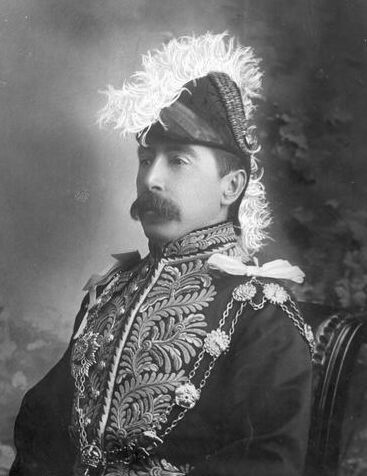
Henry Northcote (1880-1899)
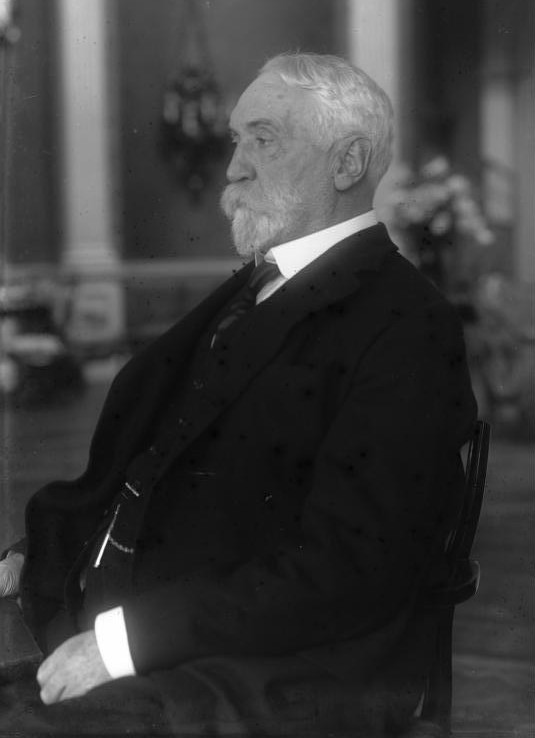
Edgar Vincent (1899-1906)
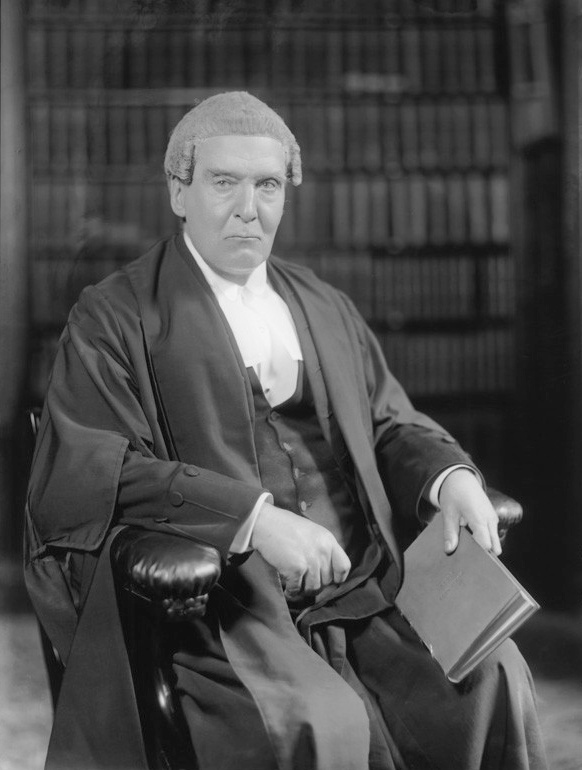
Henry Duke (jan. 1910-déc. 1910 et 1911-1918)
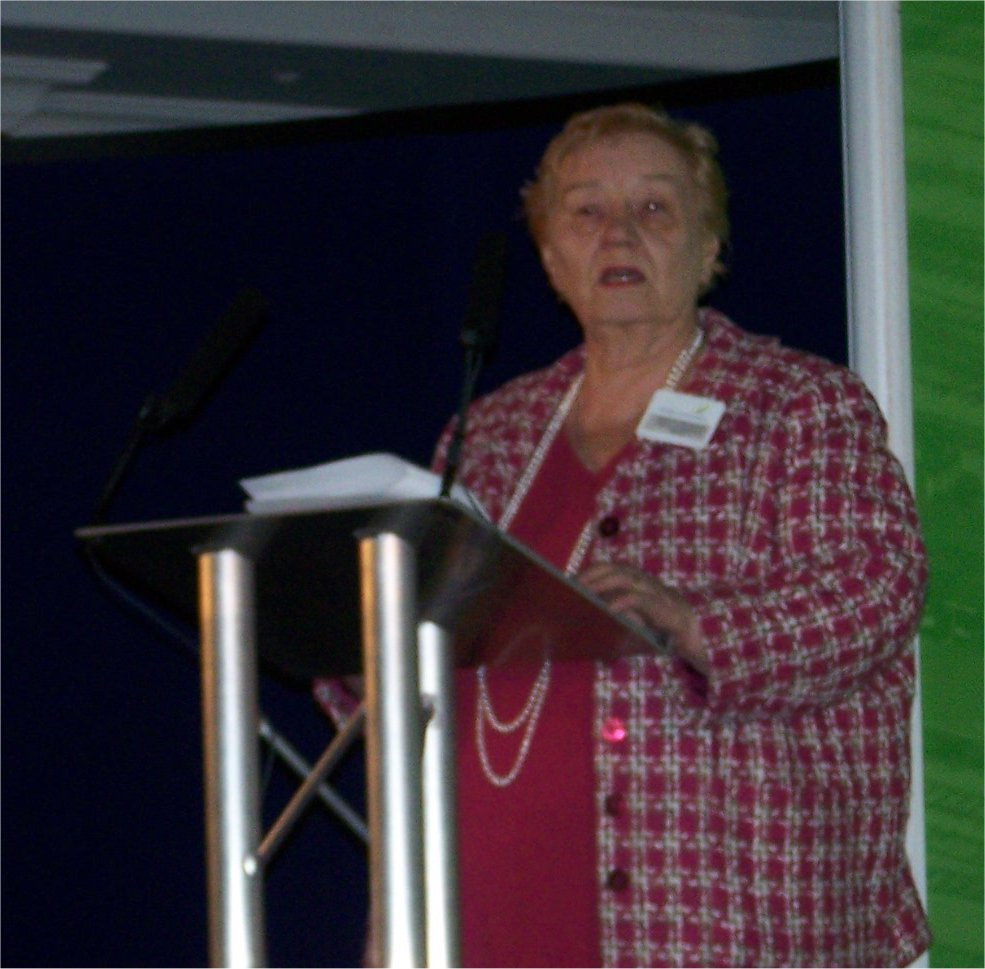
Gwyneth Dunwoody (1966-1970)
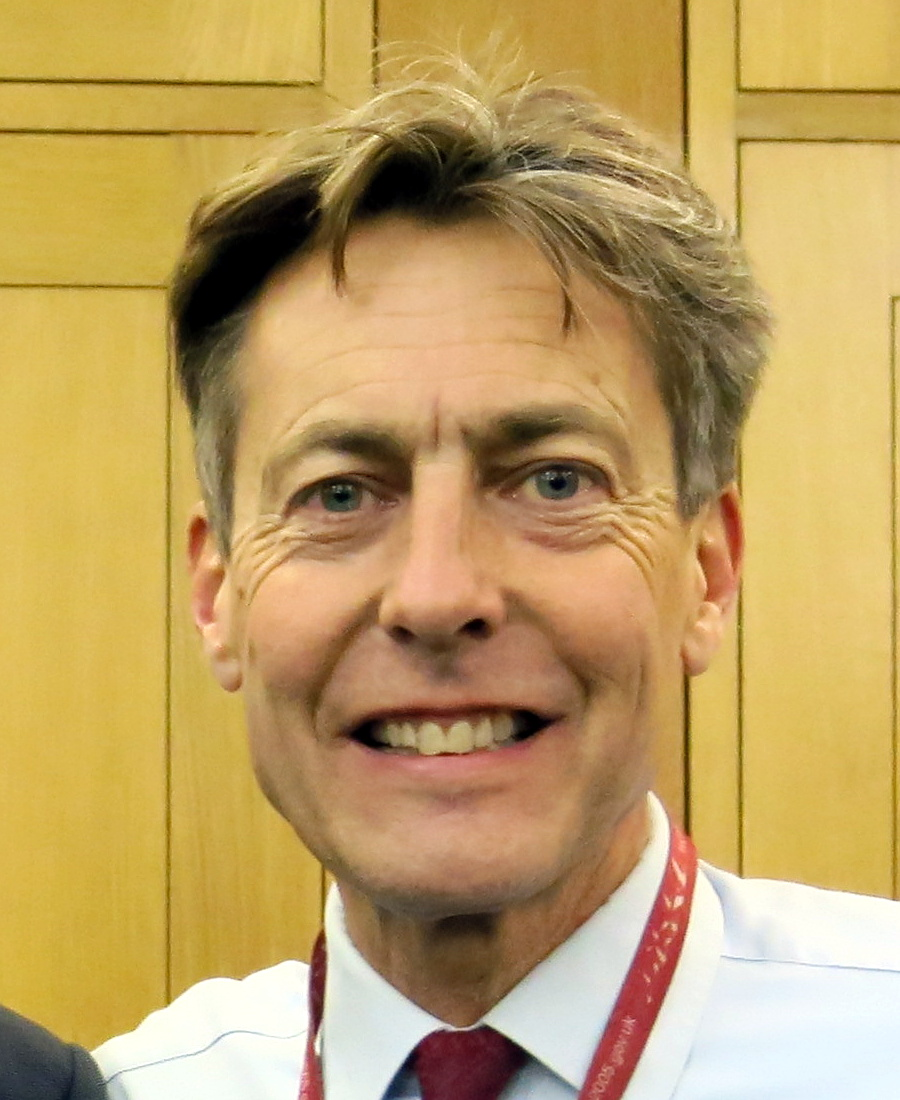
Ben Bradshaw (1997-présent)